# Future International
Future International es un rascacielos de oficinas de 238 m de altura y 50 plantas situado en Chongqing, China. La construcción comenzó en 2004 y finalizó en 2007. Está ubicado en la zona empresarial de Guanyinqiao, en el Distrito de Jiangbei. Actualmente es el séptimo edificio más alto de la ciudad. Contiene oficinas, un centro comercial y aparcamiento para coches. El centro comercial alberga tiendas de Mango, New World Department Store, Unicom, Chongqing Department Store y Konka Group, entre otros. Fue nombrado por los internautas, junto con la New York New York Tower, como uno de los "10 hitos arquitectónicos de Chongqing durante los 30 años de reforma y apertura"